# Juin 1843

## Événements
- Naissance aux États-Unis de l'American Republican Party, parti des nativistes, qui regroupe des Américains qui exigent que l’accès à la fonction publique et le droit de vote soit interdit aux émigrants, notamment aux Irlandais, en majorité catholiques.

- 9 juin : Honoré de Balzac fait paraître la première et la deuxième partie de Splendeurs et misères des courtisanes.

- 11 juin :
  - France : loi affectant les réserves de l'amortissement restées sans emploi, grâce à l'élévation constante du 5, du 4 1/2 et du 4 % au-dessus du pair, à l'extinction des découverts du budget;
  - établissement français de Fort-d'Aumale dans l’estuaire du Gabon.

- 18 juin, France : loi sur les commissaires-priseurs.

## Naissances
- 4 juin : Charles Conrad Abbott, archéologue et naturaliste américain († 1919).
- 5 juin : Samuel Garman (mort en 1927), zoologiste américain.
- 9 juin :
  - Bertha von Suttner, pacifiste autrichienne, écrivain, Prix Nobel de la paix († 1914).
  - Wilhelm Dames (mort en 1898), paléontologue et géologue allemand.
- 12 juin : David Gill (mort en 1914), astronome écossais.
- 14 juin : Léon Philippet, peintre belge († 1906).
- 15 juin : Edvard Grieg, compositeur norvégien († 1907).
- 23 juin :
  - Paul von Groth, minéralogiste allemand.
  - John Gregory Bourke (morte en 1896), officier et ethnographe américain.

## Décès
- 4 juin : Ippolito Rosellini (né en 1800), égyptologue italien.
- 7 juin : Alexis Bouvard (né en 1767), astronome français.
- 17 juin : Johann Natterer (né en 1787), naturaliste autrichien.